# 小竹尚子
小竹 尚子（こたけ なおこ、1970年11月1日 - ）は、新潟県出身の日本の柔道家。56kg級及び61kg級の選手。身長165cm。

## 人物
柔道は小学校2年の時に両親に勧められて護身術の一環として始めた。東石山中学から新潟第一高校へ進むと、1年の時に高校選手権61kg級で優勝を飾った。2年の時には強化選手選考会の決勝で常磐高校1年の北爪弘子を破って優勝した。高校選手権では3位にとどまった。高校までは柔道に辛さや苦しみしか覚えず、何で自分ひとりだけがこんな思いをしなければならないかとばかり考えていた。
1989年に日体大へ進学すると同じ悩みを持った多くの部員と知り合った。そんな仲間から勇気付けられたり、一緒に喜びを分かち合うことができて、初めて柔道をしてきて良かったと思えるようになったという。その大学時代、2年の時には体重別の56kg級決勝で大池中学教員の川村さおりを2－1の微妙な判定ながら破って優勝するも、アジア大会代表には選出されなかった。正力杯の61kg級では決勝で大学の同級生である山田紀美子に敗れた。3年の時には体重別と強化選手選考会で3位だったが、正力杯では決勝で世界選手権代表だった筑波大学3年の立野千代里と対戦すると、2－1の微妙な判定ながら破って優勝を飾った。大学を卒業すると、花田学園の柔道整復師専門学校へ進んだ。

## 主な戦績
61kg級での戦績
- 1987年 -　高校選手権　優勝
- 1987年　- 強化選手選考会　優勝
- 1988年 -　高校選手権　3位

56kg級での戦績
- 1990年 -　体重別　優勝
- 1990年　- 正力杯　2位61kg級
- 1991年 -　体重別　3位
- 1991年　- 正力杯　優勝
- 1991年　- 強化選手選考会 3位

(出典、JudoInside.com)